# The Soul Herder
The Soul Herder (Brasil: Arrebanhador de Almas ) é um filme norte-americano de 1917, do gênero faroeste, dirigido por John Ford e estrelado por Harry Carey. O filme é presumidamente considerado perdido.
O filme foi relançado nos Estados Unidos como The Sky Pilot.

## Elenco
- Harry Carey... Cheyenne Harry
- Molly Malone
- Hoot Gibson
- Jean Hersholt... Padre
- Fritzi Ridgeway
- Duke R. Lee
- William Steele creditado como William Gettinger
- Elizabeth James... Filha de Parson
- Vester Pegg